# Rezolucja Rady Bezpieczeństwa ONZ nr 1755
Rezolucja Rady Bezpieczeństwa ONZ nr 1755 została przyjęta 30 kwietnia 2007 podczas 5670. posiedzenia Rady.
Najważniejsze postanowienia:
1. Rada przedłuża mandat misji UNMIS do 31 października 2007
2. Rada nakazuje sekretarzowi generalnemu pilne powołanie nowego specjalnego przedstawiciela ds. Sudanu oraz przedkładanie kwartalnych raportów na temat implementacji mandatu UNMIS
3. Rada nakazuje sekretarzowi generalnemu kontynuowanie wobec UNMIS polityki "zero tolerancji" dla wykorzystywania seksualnego. Wzywa także państwa wysyłające na misję swoich obywateli, aby zwróciły uwagę na ten problem.